# Tim Ohlbrecht
Tim Ohlbrecht (Wuppertal, 30 de Agosto de 1988) é um basquetebolista profissional alemão, atualmente joga no Ratiopharm Ulm.

## Carreira
Ohlbrecht integrou o elenco da Seleção Alemã de Basquetebol nas Olimpíadas de 2008